# Stefania Warszawska
Stefania Warszawska (ur. 13 grudnia 1897 w Łodzi, zm. ok. 1944 w getcie łódzkim) – polska filolog klasyczna, nauczycielka łódzkich gimnazjów żeńskich i tłumaczka żydowskiego pochodzenia.

## Życiorys
Stefania Warszawska przyszła na świat 13 grudnia 1897 roku w Łodzi w rodzinie żydowskiej. Po ukończeniu szkoły średniej rozpoczęła studia na Uniwersytecie Warszawskim, które zwieńczyła obroną pracy doktorskiej Ciceronis de Graecis iudicia na Uniwersytecie Jana Kazimierza we Lwowie w 1927 roku. Jej promotorem był prof. Stanisław Witkowski. 
Pracowała jako nauczycielka w Gimnazjum Żeńskim im. Elizy Orzeszkowej w Łodzi oraz w Gimnazjum Żeńskim im. Emilii Sczanieckiej (1920–1939). Była jednym z założycieli Koła Łódzkiego Polskiego Towarzystwa Filologicznego oraz jego wieloletnim sekretarzem (1928–1937). 11 września 1933 roku została mianowana na Przewodniczącą Sekcji Programowej Koła Łódzkiego PTF. Wielokrotnie pełniła też funkcję delegata na coroczne Walne Zgromadzenia PTF. Swoje artykuły, sprawozdania i przekłady publikowała na łamach czasopism „Filomaty”, „Kwartalnika Klasycznego” i „Przeglądu Klasycznego”. 
Zginęła w żydowskim getcie w Łodzi w czasie II wojny światowej, dokładna data jej śmierci nie jest znana, epitafium zamieszczono w czasopiśmie „Eos”.

## Publikacje
- Filomaci wileńscy a Horacy[6]
- Przyczynek do genezy misterjum w "Nocy Listopadowej" Wyspiańskiego[7]
- Neohippokratyzm[8]
- Nietzsche a Mickiewicz[9]
- O Phormionie Terentiusa[10]
- Podróże naukowe w starożytności[11]
- Poeta-Odysseus[12]
- Potrzeba przekładów pisarzy klasycznych[13]
- Wieczór klasyczny w Łodzi[14]
- Żart polityczny i osobisty w mimie[15]
- Żywa starożytność. Theatralia[16]

### Przekłady
Z Apulejusza:
- Metamorfozy albo Złoty Osioł (I 24-25)[17]

Z Aulusa Geliusza
- Noce Attyckie (IX 4, 1-5[18]; XVI 10, 1-15[19])

Z Cycerona:
- Do Attyka (I, 16)[20]

Z Herodota:
- Dzieje (VI 119)[21]

Z Hezjoda:
- Prace i dni (w. 203-210)[22]

Z Katullusa:
- Carmen LXX.[23]

Z Lizjasza:
- Mowa przeciwko Eratosthenesowi (XII 4-20)[24]

Z Lukrecjusza:
- De rerum natura V, 1377-1404[25]

Z Marcjalisa:
- Epigramy (I 4; III 86; V 61; IX 28)[26]

Z Owidiusza:
- Heroida I. List Penelopy do Odysseusa (w.1-80)[27]
- Heroida II. List Phyllidy do Demophoona[28]
- Heroida III. List Briseidy do Achilleusa[29]
- Heroida IV.  List Phaidry do Hippolyta (1-44; 67-74)[30]
- Heroida VI. List Hipsypyli do Iasona (57-76)[31]
- Heroida XIII. List Laodamii do Protesilaosa[32]
- Heroida XV.  List Saphony do Phaona (1-56[33]; 141-156[34])

Z Plutarcha:
- Żywot Cycerona (fragmenty)[35]
- Żywot Krassusa 2[36]

Z Safony:
- Fragment 168B[37]

Z Tacyta:
- Roczniki (XI 23,4)[38]
- Żywot Agrikoli (fragment)[39]

Z Teognisa z Megary:
- Elegia I (w.19-68, 75-78, 91-92, 101-112, 119-128, 147-150, 173-178, 183-210, 233-236, 239-254, 257-260, 289-292, 299-300, 319-322, 333-334, 341-360, 367-370, 373-385, 393-397, 419-422, 425-446, 535-538, 575-578, 595-602, 667-682, 783-788, 801-804, 811-813, 825-830, 1029-1036, 1135-1146, 1210-1217).

Z Terencjusza:
- Phormio, Akt I[40] i Akt II[41]

Z Tukidydesa:
- Wojna Peloponeska (III 72-74. 81-82)[42]